# Neomelambrotus aurivilliusi
Neomelambrotus aurivilliusi är en insektsart som beskrevs av Van der Weele 1909. Neomelambrotus aurivilliusi ingår i släktet Neomelambrotus och familjen fjärilsländor. Inga underarter finns listade i Catalogue of Life.